# HD 128266
HD 128266，又名CD-45 9302，SAO 225062、HR 5450，是一颗恒星，视星等为5.41，位于銀經321.41，銀緯12.9，其B1900.0坐标为赤經14h 30m 46.9s，赤緯-45° 12.9′ 51″。